# 游走丸川冰魚
游走丸川冰魚（学名：Marukawichthys ambulator），又名游走丸川杜父魚、杜父魚，为冰魚科丸川杜父魚屬下的一个种。